# Curt Paul Janz

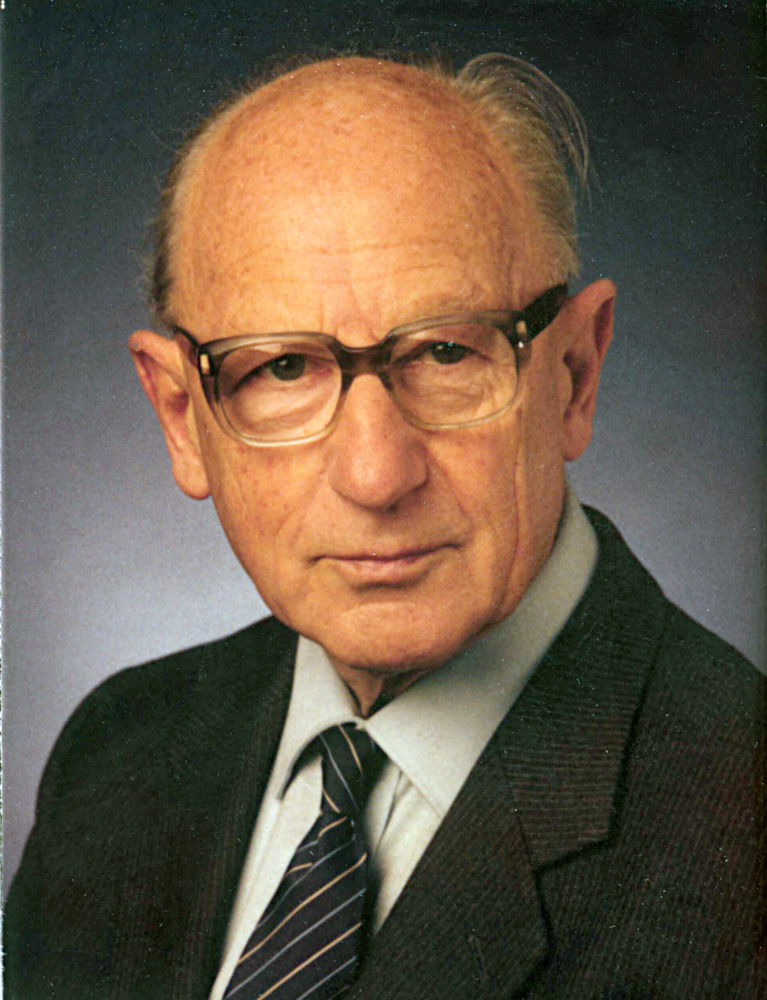
Curt Paul Janz (1986)

Curt Paul Janz (* 25. September 1911 in Basel; † 28. August 2011 in Muttenz) war ein Schweizer Musiker, der mit seinen grundlegenden biographischen Arbeiten über Friedrich Nietzsche bekannt geworden ist.

## Leben
Curt Paul Janz wurde als einziges Kind von Theodor Sutter und Frieda geb. Seehaus geboren. Nach der Scheidung der Eltern zog seine Mutter mit ihm zu ihren Eltern in einfache, protestantisch gutbürgerliche Verhältnisse. Als Sohn einer Gesangs- und Klavierlehrerin wuchs er mit Musik auf. Die zweite Ehe der Mutter mit Max Rudolf Janz aus Deutschland konnte aus Gründen des Schweizer Ausländerrechts nicht vollzogen werden und wurde bald geschieden.
Janz erhielt seit dem Kindesalter Unterricht in Klavier und Geige. Im Alter von 12 Jahren fasste er den Entschluss, Musiker zu werden. Nach dem Besuch der Realschule trat er ins Konservatorium  ein, wo er im Hauptfach Geige bei Josef Braunstein sowie Bratsche und Klarinette im Nebenfach studierte. Mit 19 Jahren bestand er das Probespiel für das Orchester der Basler Orchestergesellschaft (heute Sinfonieorchester Basel), musste aber innert vier Wochen auf Bratsche umlernen. Nebenbei war er dank seines Nebenfachs Stellvertretender Erster Klarinettist.
Durch seine intensive Beschäftigung mit Leben und Werk des Komponisten Richard Wagner stiess Janz auf Friedrich Nietzsche und die problematische Beziehung, die beide zueinander hatten („Nietzsche contra Wagner“). Damit hatte Janz sein Lebensthema gefunden. Weil Nietzsche ursprünglich Professor für Klassische Philologie war, erarbeitete Janz sich Kenntnisse in den alten Sprachen. Weiter begann er als Hörer ein Studium der Philosophie in Basel und nahm Kontakt zu dem Darmstädter Nietzscheforscher Karl Schlechta auf, der Anfang der 1950er Jahre eine Werkausgabe  zu Nietzsche ediert hatte, die bis zum Erscheinen der Kritischen Ausgabe die massgebliche blieb.
Da Nietzsche auch als Komponist dilettiert hatte, nahm sich Janz, beauftragt von der Schweizerischen Musikforschenden Gesellschaft, als erstes vor, den musikalischen Nachlass des Philosophen zu erschliessen und herauszugeben. Er erschien 1976 im Bärenreiter-Verlag.
Für sein Opus magnum, die dreibändige Nietzsche-Biographie, stützte sich Janz zunächst auf die Vorarbeiten des 1962 verstorbenen Richard Blunck, der den 1953 erschienenen ersten Band fertiggestellt und den Rest in Skizzen hinterlassen hatte. Karl Schlechta setzte sich bei der Deutschen Forschungsgemeinschaft für die Vollendung der Biographie durch Janz ein. Das dreibändige Werk erschien nach 15-jähriger Arbeit im Jahr 1978 und gilt wegen seiner Detailgenauigkeit und Nüchternheit – trotz Kritik u. a. an auch 1978 weitgehend unverändert wiedergegebenen rassebiologischen Passagen in dem von Blunck stammenden ersten Band und an der oberflächlichen Behandlung von Nietzsches philologischem Frühwerk – als Standardwerk der biographischen Nietzsche-Forschung. Im Jahre 1979 wurde Janz die Ehrendoktorwürde der Philosophischen Fakultät der Universität Basel verliehen.
Ausser der Nietzsche-Biographie, seinem Hauptwerk, entstanden verschiedene Publikationen und Beiträge in Gedenkschriften und Jahrbüchern. Immer wieder setzte er sich für die Aufführung Nietzsches musikalischer Werke ein.
Während der 43 Jahren seiner Musikerlaufbahn vertrat er erfolgreich die Interessen seines Berufsstandes, so ist ihm die Durchsetzung von Jahres- und Gesamtarbeitsverträgen  für die Orchestermusiker des Orchesters der Basler Orchestergesellschaft (heute Sinfonieorchester Basel) sowie die Umwandlung der Sektion Basel des Schweizerischen Musikerverbandes aus einem eher gesellschaftlichen Verein in eine gewerkschaftliche Organisation mit neuen Statuten im Jahr 1943 zu verdanken.

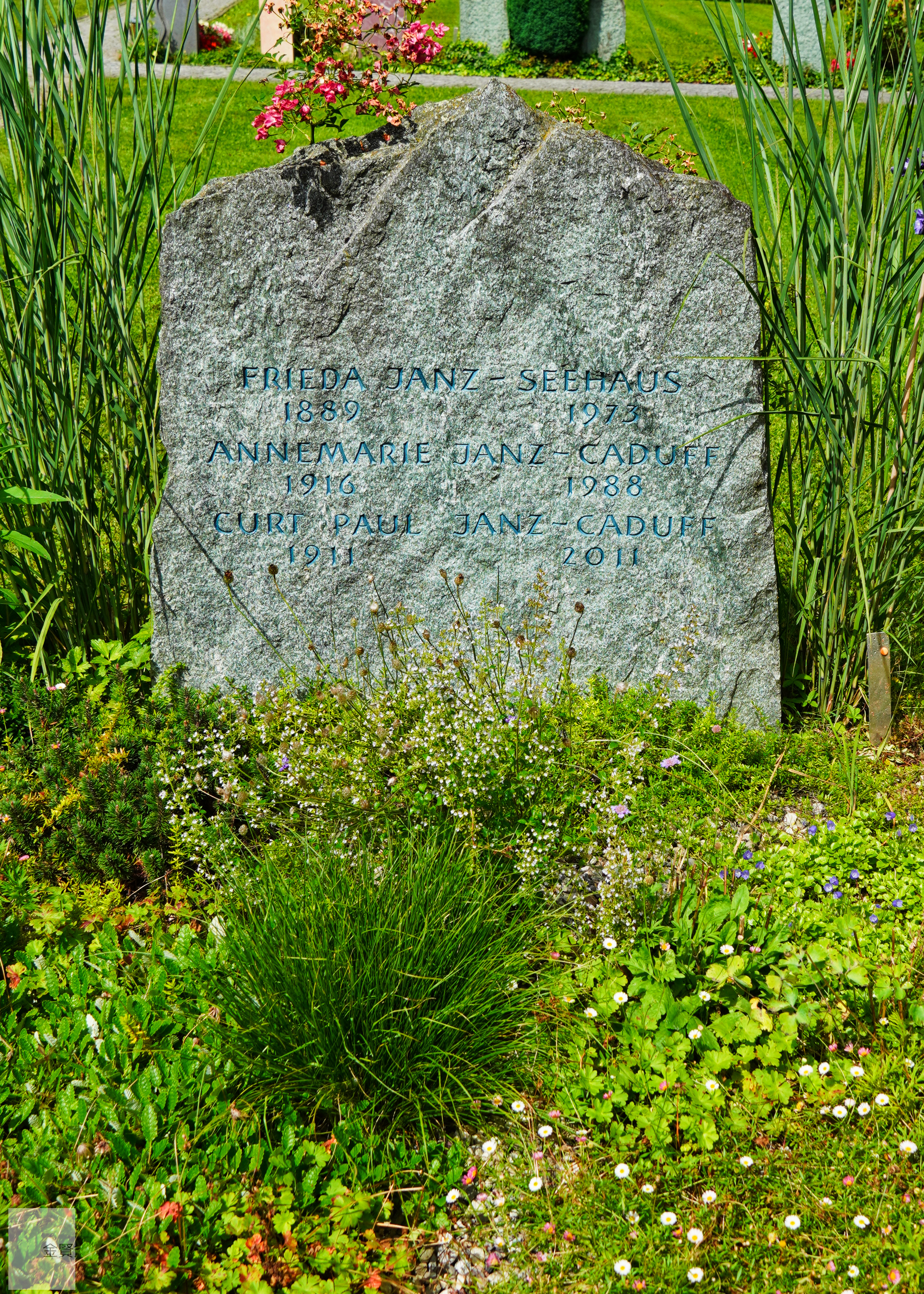
Grabstein von Curt Paul und Annemarie Janz-Caduff in Muttenz

Janz war mit Annemarie Caduff (1916–1988) verheiratet. Beide wurden auf dem Friedhof Muttenz beerdigt.

## Ehrungen
- 1973 Ehrenmitglied im Schweizerischen Musikerverband
- 1978 Primo premio Internazionale di Filosofia Federico Nietzsche Taormina
- 1979 Dr. honoris causa  von der Philosophischen Fakultät der Universität Basel für sein Hauptwerk
- 1998 Verleihung des Grossen Nietzsche-Literaturpreises des Landes Sachsen-Anhalt in Naumburg

## Werke
- Kierkegaard und das Musikalische, dargestellt an seiner Auffassung von Mozarts "Don Juan". In: Die Musikforschung, 10 (1957), Heft 3.
- Die Briefe Friedrich Nietzsches. Textprobleme und ihre Bedeutung für Biographie und Doxographie. Theologischer Verlag, Zürich, 1972. (= Basler Beiträge zur Philosophie und ihrer Geschichte; 6.)
- (Hrsg.): Friedrich Nietzsche. Der musikalische Nachlass, Bärenreiter-Verlag, Basel, 1976.
- Friedrich Nietzsche. Biographie. Band 1: Kindheit, Jugend, die Basler Jahre. –  Band 2: Die zehn Jahre des freien Philosophen. – Band 3: Die Jahre des Siechtums. Dokumente, Quellen und Register. Carl Hanser-Verlag, München, 1978–1979. Mehrfache Nachdrucke, Übersetzungen in verschiedene Sprachen.
- Der Orchestermusiker. Beiträge zu einem Berufsbild, Schweizer Musikerverband, Basel, 1980.
- Die Berufung Franz Overbecks an die Universität Basel 1870. In: Basler Zeitschrift für Geschichte und Altertumskunde, Bd. 92, 1992, S. 139–165. (doi:10.5169/seals-118316#142).
- Die Musik im Leben Friedrich Nietzsches. In: Nietzsche-Studien 26 (1997).

## Nachweise
1. ↑  Vgl.  Richard Blunck: Friedrich Nietzsche. Kindheit und Jugend. Ernst Reinhard Verlag, München / Basel 1953, S. 12
2. ↑  Vgl. Hubert Cancik: Nietzsches Antike. Vorlesung. Stuttgart und Weimar: Metzler, 1995, S. 132f.
3. ↑  Christian Benne: Nietzsche und die historisch-kritische Philologie. Berlin und New York: de Gruyter, 2005. (Monographien und Texte zur Nietzsche-Forschung; 49.) S. 20f.